# Maria de l'Anunciació de Borbó-Dues Sicílies
Maria de l'Anunciació de Borbó-Dues Sicílies, arxiduquessa d'Àustria (Palau de Caserta 1843 - Viena 1871). Princesa de les Dues Sicílies amb el tractament d'altesa reial que contragué matrimoni amb l'arxiduc Carles Lluís d'Àustria.
Nada el dia 24 de març de l'any 1843 al Palau de Caserta, sent filla del rei Ferran II de les Dues Sicílies i de l'arxiduquessa Maria Teresa d'Àustria. Maria de l'Anunciació fou neta per línia paterna del rei Francesc I de les Dues Sicílies i de la infanta Maria Isabel d'Espanya mentre que per línia materna ho era de l'arxiduc Carles Lluís d'Àustria i de la princesa Enriqueta de Nassau-Weilburg.
El dia 16 d'octubre de 1862 es casà per poders a Roma amb l'arxiduc Carles Lluís d'Àustria, fill de l'arxiduc Francesc Carles d'Àustria i de la princesa Sofia de Baviera. La parella tingué quatre fills:
- SAIR l'arxiduc Francesc Ferran d'Àustria, nat a Graz el 1863 i assassinat a Sarajevo el 1914. Es casà morganàticament amb Sofia Chotek von Chotkowa, creada duquessa de Hohenberg.

- SAIR l'arxiduc Otó d'Àustria, nat a Graz el 1865 i mort a Viena el 1906. Es casà amb la princesa Maria Josepa de Saxònia.

- SAIR l'arxiduc Ferran Carles, nat a Viena el 1868 i mort a Múnic el 1915. Es casà morganàticament amb Bertha Czuber, filla del matemàtic Emanuel Czuber.

- SAIR l'arxiduquessa Margarida d'Àustria, nada a Artstetten el 1870 i morta a Gmunden el 1902. Es casà amb el duc Albert de Württemberg el 1893 a Viena.

La descendència de Maria de l'Anuncació és l'actual branca primogènita de la mil·lenària casa dels Habsburg d'Àustria. Maria de l'Anuncació morí l'any 1871 a Viena.